# Sinfer Rischatowitsch Ismagilow
Sinfer Rischatowitsch Ismagilow (russisch Зинфер Ришатович Исмагилов; * 15. Oktober 1947 in Baigildino, Baschkirische Autonome Sozialistische Sowjetrepublik; † 21. Juni 2023) war ein baschkirisch-russischer Chemiker und Hochschullehrer.

## Leben
Ismagilow studierte an der Universität Nowosibirsk (NGU) Chemie mit Abschluss 1969. Es folgte die Aspirantur am Institut für Katalyse der Sibirischen Abteilung der Akademie der Wissenschaften der UdSSR im Nowosibirsker Akademgorodok, die er 1974 mit der Promotion zum Kandidaten der chemischen Wissenschaften abschloss. 1977 wurde er Dozent am Lehrstuhl für Physikalische Chemie der NGU (bis 1989). Von 1978 bis 1979 war er Gastwissenschaftler an der Rice University in Houston.
1983 wurde Ismagilow Laboratoriumsleiter im Institut für Katalyse, das nun den Namen des ersten Direktors Georgi Konstantinowitsch Boreskow trägt. 1988 folgte die Promotion zum Doktor der chemischen Wissenschaften. Im gleichen Jahr wurde er Vizegeneraldirektor des 1985 gegründeten Interdisziplinären Wissenschaftlich-Technischen Komplexes (MNTK) Katalysator (bis 1992). 1991 wurde er zum Professor ernannt. 1992 war er Gastprofessor an der Université Louis Pasteur in Straßburg. 1992 und 1993 war er Gastprofessor an der Northwestern University in Evanston (Illinois) und am Pacific Northwest National Laboratory in Richland (Washington). 2001 wurde er korrespondierendes Mitglied und 2019 volles Mitglied der Russischen Akademie der Wissenschaften. Seine Arbeitsgebiete waren die Heterogene Katalyse, die Petrochemie, die Kohlechemie und Funktionsnanomaterialien sowie die Industrie-Ökologie.
2010 wurde Ismagilow Direktor des Instituts für Kohlechemie und Chemische Materialien der Sibirischen Abteilung der Russischen Akademie der Wissenschaften. 2012 wurde er Professor an der Technischen Kusbass-Universität in Kemerowo und Leiter des Lehrstuhls für Kohlechemie, Kunststoffe und Umweltschutz. Er war Mitglied der European Materials Research Society (E-MRS) und der American Chemical Society.
Ismagilow starb am 21. Juni 2023 im Alter von 75.

## Ehrungen
- Ehrendiplom der Sibirischen Abteilung der Russischen Akademie der Wissenschaften (1993)
- Medaille der Moskauer Ausstellung der Errungenschaften der Volkswirtschaft (1995, 2000)
- EUREKA Innovation Award (1997)
- Verdienter Wissenschaftler der Russischen Föderation (1999)
- Ehrendiplom des Präsidiums der Russischen Akademie der Wissenschaften (1999, 2007)
- Makajew-Medaille der Kosmonautik-Föderation Russlands (2000)
- Koptjug-Preis (2005) zusammen mit G. W. Sakowitsch und A. N. Sagoruiko für die Entwicklung neuer katalytischer Umweltschutz-Technologien  und die Nutzung von Hochenergiestoffen
- Dank des Gouverneurs der Oblast Nowosibirsk (2008)
- Kusbass-Ehrenorden (2013)
- Global Energy Prize (2021)
- zahlreiche Diplome der Russischen Mendelejew-Gesellschaft für Physikalische Chemie